# Henry FitzRoy (5e duc de Grafton)
Henry FitzRoy, 5e duc de Grafton (10 février 1790 – 26 mars 1863), titré vicomte Ipswich jusqu'à 1811 et comte d'Euston entre 1811 et 1844, est une personnalité politique britannique.

## Biographie
Il est le fils de George FitzRoy (4e duc de Grafton) et de Charlotte Maria Waldegrave, fille de James Waldegrave, 2e comte Waldegrave.
Il représente Bury St Edmunds à la Chambre des Communes sous les couleurs des Whig entre 1818 et 1820, et de nouveau entre 1826 et 1831, et est député de Thetford entre 1834 et 1841.
Le 24 mai 1830, il est promu colonel de la milice du Suffolk de l'Ouest.
Il épouse Marie Caroline Berkeley (fille de l'amiral George Cranfield Berkeley), le 20 juin 1812 au Portugal. Ils ont cinq enfants:
- Mary Elizabeth Emily Fitzroy (1817-1887), mariée au Révérend Auguste Phipps, le fils de Henry Phipps
- Maria Louisa Fitzroy (1818-1912), mariée à Edward Douglas-Pennant (1er baron Penrhyn).
- William FitzRoy (6e duc de Grafton) (1819-1882)
- Augustus FitzRoy (7e duc de Grafton) (1821-1918)
- Frederick John Fitzroy (1823-1919), marié à Catherine Wescomb.

Il est mort en 1863, à l'âge de soixante-trois ans, à Wakefield Lodge, près de Potterspury, dans le Northamptonshire.